# Fort Pernante
Le Fort Pernante est une ancienne installation militaire italienne destinée à la défense du col de Tende, localisée au sud des Alpes, à la frontière italienne.

## Situation stratégique
Le fort Pernante s'inscrit dans un système de défense construit autour de plusieurs forts. Le but de ce système défensif était de sécuriser le col de Tende, et d'interdire toute avancée des troupes françaises. Le Col de Tente est la porte d'entrée de la Vallée de la Roya, qui débouche dans la Méditerranée à Vintimille, en Italie.
Les enjeux de cette situation stratégique sont comparables à ceux de la frontière franco-italienne entre Menton et Vintimille.

## Organisation du site
Le fort se situe à 2 017 mètres d'altitude, une ancienne route en lacet le reliait au fort central du col de Tende, situé à 2 kilomètres à vol d'oiseau.

## Historique
La construction du fort date de 1883.